# 榎本大輔

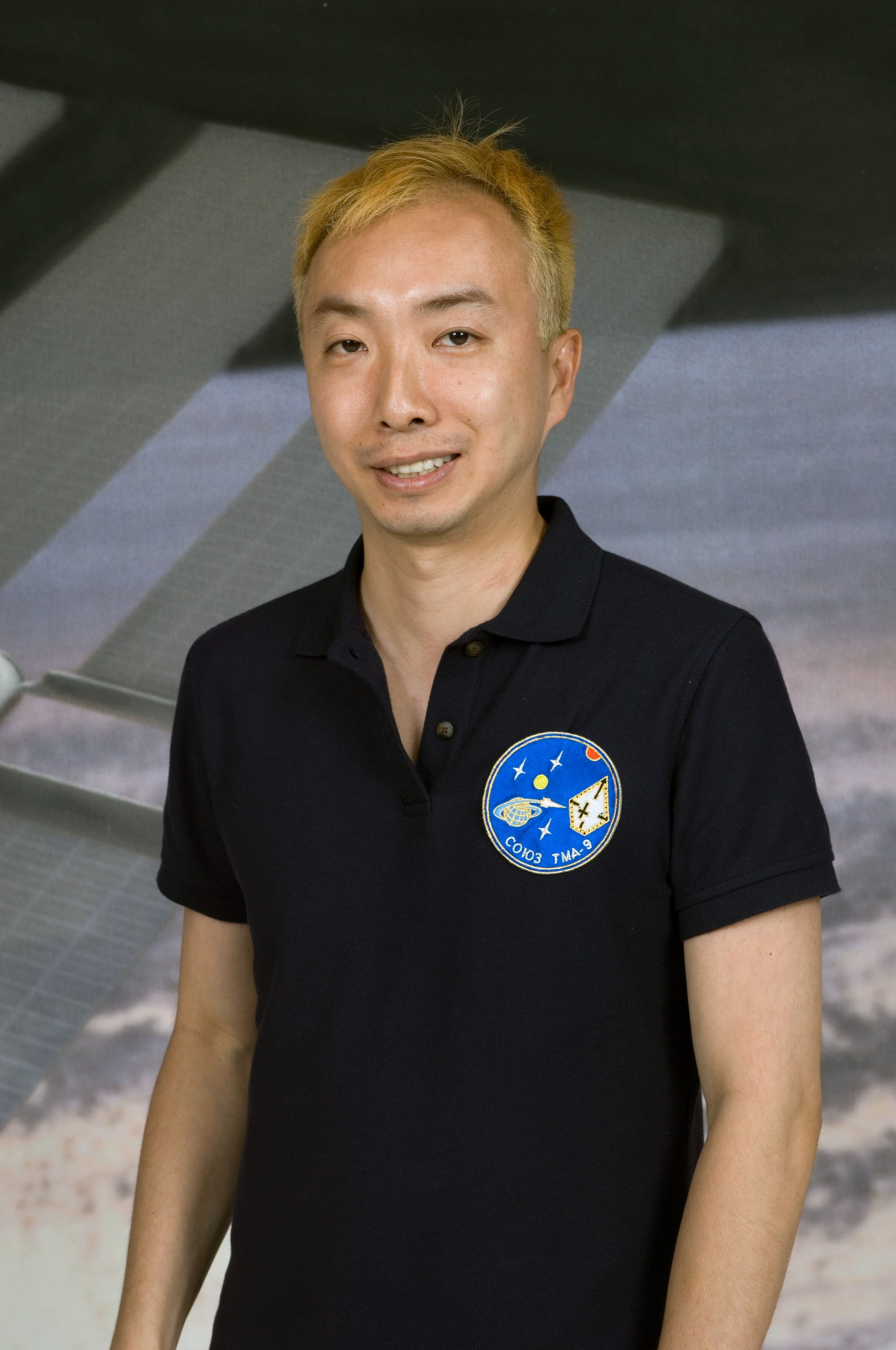
榎本 大輔（2006年頃）

榎本 大輔（えのもと だいすけ、1971年4月22日 - ）は、千葉県松戸市出身の実業家、フリーランスの大麻研究家である。オランダのアムステルダム在住。ニックネームはDice-K、（アムステルダムの）大佐 など。流通経済大学付属柏高等学校卒業。
かつて存在した大規模草の根BBS 東京がらくた工房 SYGOPであり、当時のハンドルネームは「Dice-K」であった。
起業のきっかけであった「エクサモデム」は、当時国内製高速モデムが高価であったため、同BBSでの予約販売形式による輸入であった。

## 略歴
1990年（平成2年）、流通経済大学付属柏高校卒業。アメリカ合衆国ウェストンワース工科大学入学とされるが、同大学の所在、入学の事実は確認されない。その後、起業を機に聴講を中止。
1994年（平成6年）11月、吉野洋充、株式会社榎本石油、株式会社協達と共に出資して株式会社エクサを設立。役員には就任していない。事務所を東京都新宿区弁天町に置く。香港で製造させたアナログモデムの輸入販売を行い、香港に駐在。
1998年（平成10年）12月、有限会社プロジー2代目代表取締役に就任。
2000年（平成12年）、同社を川口に移転させ、プロジーグループ株式会社に組織変更。
2002年（平成14年）9月、株式会社オン・ザ・エッヂへプロジーグループを売却し、同社取締役兼最高戦略責任者に就任。この時、堀江貴文と短い期間ながらも同僚であった。
2003年（平成15年）6月、同社取締役退任。
2004年（平成16年）12月、株式会社アイ・シー・エフ最高戦略顧問就任。
2005年（平成17年）、アストリックスキャピタルパートナーズ株式会社ジェネラルパートナー就任。
2005年（平成17年）6月、株式会社アイ・シー・エフ最高戦略顧問辞任。
2006年（平成18年）7月、ライブドア株売却益30億円の申告漏れが発覚。
2006年（平成18年）10月、22億円でロシアのソユーズ宇宙船で日本人初となる民間での宇宙旅行を行う予定であったが、医師団による診断の結果、健康状態を理由に取りやめとなった。旅行費用の返還を求めてスペース・アドベンチャーズを提訴。のちに和解。和解内容は当事者間のみの秘密となっている。
2008年（平成20年）、アイ・シー・エフに絡む不透明な企業買収疑惑（梁山泊事件）で8億円相当の株を得て売却益を得ていたため関与が疑われて捜索対象となり、秋葉原の自宅等へ家宅捜索が行われた。
2013年（平成25年）4月11日付と10月2日付の与沢翼のブログ「YOZAWA TSUBASA BLOG」で榎本との交流が報告された。
ニューヨークを旅行していた2015年10月頃、日蘭通商航海条約がまだ認められてるという事を知り、オランダのアムステルダムに移住した。現地で知り合ったアメリカ人と自転車の盗難防止用スマートロックキーを生産する会社を起業し取締役に就任した。
一方、Twitterでは「アムステルダムの大佐」を名乗り、嗜好用大麻の喫煙を公言する等、大麻を肯定する発言が多く、大麻研究家を自称するようになった。 2019年からアムステルダム市内でラーメン屋を開業する。店のショーウィンドウにスーパーマリオのオブジェを飾るなど、話題となり、ピーク時間には行列が出来る人気店に成長させた。コロナ禍でありながらもワーキングホリデーの若い日本人や外国人を雇用するなどして経営したが、2024年1月に突然閉店。同年7月にはオランダで破産宣告を受けている。2025年現在はアムステルダムを去り日本に帰国した。